# Olga Baclanova
Olga Baclanova (Moszkva, 1893. augusztus 19. – Vevey, 1974. szeptember 6.) orosz származású amerikai színésznő. Testvére, Gleb Baklanov (1910-1976) orosz tábornok volt.

## Életpályája
Színi tanulmányai befejeztével a világhírű Művész Színház társulatához szerződött. Az 1910-es években már orosz némafilmek hősnője volt; 1923-ban A. Pavlova társulatával az USA-ba került, s ott letelepedve népszerű sztár lett. 1935-ben rövidfilmekben szerepelt. 1945 után visszavonult a nyilvánosságtól.
A végzetes asszony korabeli típusa volt.

## Magánélete
1922–1929 között Vlademar Zoppi volt a férje; egy gyermekük született. 1929–1939 között Nicholas Soussanin (1889–1975) orosz színész volt a párja; tőle is egy gyermeke lett. 1939-től Richard Davis volt a párja.

## Filmjei
- A nevető ember (1928)
- New York kikötői (1928)
- A férfi, akit szeretek (1929)
- A nagy szerető (1931)
- Szörnyszülöttek (1932)
- Claudia (1943)